# Пирс, Кевин
Кевин Пирс (англ. Kevin Pearce; 1 ноября 1987, Хановер, Нью-Гэмпшир, США) — американский сноубордист, выступавший в хафпайпе, биг-эйре, слоупстайле. Многократный призёр X Games.
В 22 года Пирс пережил тяжелую черепно-мозговую травму. Он получил её во время хафпайп-тренировки в Парк-Сити, штат Юта. Лечение проходило в Университете госпиталя Юты. К 2011 году Кевин практически полностью поправился и продолжил кататься на сноуборде. Но вскоре заявил, что больше не будет принимать участие в соревнованиях.